# … und der Amazonas schweigt
… und der Amazonas schweigt ist ein deutsch-brasilianischer Abenteuerfilm aus dem Jahre 1963 mit Barbara Rütting und Harald Leipnitz in den Hauptrollen.

## Handlung
Einst zog Susannes Vater nach Amazonien aus, um diese Gegend im Norden Brasiliens zu erforschen. Von seiner Reise kehrte er jedoch nie wieder zurück. Ein Grund für Susanne, nun selbst aufzubrechen, um das Verschwinden ihres Vaters aufzuklären. Im Urwald geraten sie und ihr Begleiter, der deutschstämmige Pedro, jedoch rasch in die Hände eines allmächtigen, despotischen Schurken.
Dieser Mann, der sich in aller Bescheidenheit der „grüne Napoleon“ nennen lässt, führt als Herrscher über eine Gummiplantage ein grausames Regiment. Die Eingeborenen werden geknechtet und ausgebeutet. Susannes Nachforschungen ergeben, dass es sich bei dem brutalen Ausbeuter um den Mörder ihres Vaters handelt. Sie hat auf der Flucht eine Reihe von großen Gefahren zu durchstehen, bis der Mord an ihrem Vater endlich gesühnt wird.

## Produktionsnotizen
… und der Amazonas schweigt wurde in Brasilien gedreht. Der Film passierte die FSK-Prüfung am 4. Dezember 1963, die Uraufführung erfolgte zwei Tage später. 
Die Herstellungsleitung hatte Alfred Bittins. Die Bauten entwarf Alexandre Horvart. Franz Thierry war Produktionsleiter.

## Kritik
„Primitiver Abenteuerfilm voller Unwahrscheinlichkeiten, der mit billigen Taschenspielertricks vergeblich Spannung erzeugen will.“